# Bunlert Nilpirom
Bunlert Nilpirom (Bangkok, 10 settembre 1947) è un ex calciatore thailandese, di ruolo attaccante.

## Carriera
Con la Nazionale thailandese ha partecipato alle Olimpiadi del 1968.